# Momordica angustisepala
Momordica angustisepala är en gurkväxtart som beskrevs av Hermann August Theodor Harms. Momordica angustisepala ingår i släktet Momordica och familjen gurkväxter. Inga underarter finns listade i Catalogue of Life.